# Дальний (Ейский район)
Дальний — посёлок в Ейском районе Краснодарского края. Входит в состав Трудового сельского поселения.

## География

### Улицы
- ул. Ленина,
- ул. Мира,
- ул. Новая,
- ул. Садовая,
- ул. Хмельницкого,
- ул. Центральная.

## Население
| 2002 | 2010 |
| ---- | ---- |
| 107  | ↘91  |